# Bielawy (Lubusz)
Pour les articles homonymes, voir Bielawy.
Bielawy (prononciation : [bjɛˈlavɨ]) est un village polonais de la gmina de Siedlisko dans le powiat de Nowa Sól de la voïvodie de Lubusz dans l'ouest de la Pologne.
Il se situe à environ 9 kilomètres à l'est de Siedlisko (siège de la gmina), 16 kilomètres à l'est de Nowa Sól (siège du powiat) et 36 kilomètres au sud-est de Zielona Góra (siège de la diétine régionale).
Le village compte approximativement une population de 750 habitants.

## Histoire
Au cours du deuxième partage de la Pologne en 1793, le village est annexé par le Royaume de Prusse sous le nom de Bilawa. (voir Évolution territoriale de la Pologne)
Dans l'Allemagne nazie, le village prend le nom en 1936 de Bielawa, puis de 1936 à 1945 de Lindenkranz.
Après la Seconde Guerre mondiale, avec la mise en œuvre de la ligne Oder-Neisse, le village retourne à la République populaire de Pologne. La population d'origine allemande est expulsée et remplacée par des polonais.
De 1975 à 1998, le village appartenait administrativement à la voïvodie de Zielona Góra.

Depuis 1999, il appartient administrativement à la voïvodie de Lubusz